# جام کنفدراسیون‌ها
جام کنفدراسیون‌های فوتبال (به انگلیسی: FIFA Confederations Cup) یک دوره مسابقه فوتبال برای تیم‌های ملی بود که هر چهار سال یک‌بار توسط فیفا برگزار می‌شد. جام آرتمیو فرانچی و موندالیتو ۱۹۸۰ یا کوپا ده‌اورو قبل از این جام برگزار می‌شدند. در این مسابقات تیم‌های برتر شش کنفدراسیون فیفا (سی‌ای‌اف, کونمبول، یوفا، ای‌اف‌سی, اواف‌سی, کونکاکاف)، همین‌طور قهرمان جام جهانی فوتبال و کشور میزبان با هم به رقابت می‌پرداختند که تعداد تیم‌ها به هشت تیم می‌رسید. آخرین دوره این رقابت ها در سال ۲۰۱۷ برگزار شد.
زمانی که قهرمان جام جهانی، برنده جام کنفدراسیون‌ها نیز بود، نایب‌قهرمان جام جهانی به جام کنفدراسیون‌ها اضافه می‌شد تا هشت تیم، کامل شود. به‌هرحال در مسابقات سال ۲۰۰۵، برزیل به عنوان قهرمان جام جهانی و آلمان به عنوان نایب‌قهرمان جام جهانی و میزبان واجد شرایط شدند. آن موقع برزیل قهرمان کوپا آمریکا هم شده بود، بنابراین آرژانتین که در کوپا آمریکا دوم بود به مسابقات راه یافت.
در سه دوره از مسابقات پیشین تیم‌ها از شرکت در مسابقات امتناع ورزیدند. آلمان که قهرمان یورو ۹۶ بود از شرکت در جام کنفدراسیون‌های سال ۱۹۹۷ امتناع ورزید و جایش را به نایب‌قهرمان یورو ۹۶ که جمهوری چک بود داد. فرانسه که قهرمان جام جهانی ۱۹۹۸ بود از شرکت در جام کنفدراسیون‌های سال ۱۹۹۹ امتناع ورزید و جایش را به نایب‌قهرمان آن مسابقات که برزیل بود و در کوپا آمریکا ۱۹۹۷ هم قهرمان شده بود، داد. آلمان که نایب‌قهرمان جام جهانی ۲۰۰۲ بود از شرکت در جام کنفدراسیون‌های سال ۲۰۰۳ امتناع ورزید و جایش را به تیم سوم جام جهانی ۲۰۰۲ که ترکیه بود، داد.
از سال ۲۰۰۵ به بعد، این مسابقات در کشوری که میزبان جام جهانی بعدی بود، برگزار می‌شد و به عنوان تمرینی برای مسابقات بزرگتر جام جهانی بود.
برای سال ۲۰۰۹ این مسابقات، تیم‌های آفریقای جنوبی (میزبان)، ایتالیا (قهرمان جام جهانی ۲۰۰۶)، ایالات متحده (قهرمان جام طلایی کونکاکاف ۲۰۰۷)، برزیل (قهرمان کوپا آمریکا ۲۰۰۷)، عراق (قهرمان جام ملت‌های آسیا ۲۰۰۷) و اسپانیا (قهرمان جام ملت‌های اروپا ۲۰۰۸) واجد شرایط شدند.
آخرین دور این بازی‌ها، از ۱۵ تا ۳۰ ژوئن ۲۰۱۷ در روسیه (میزبان جام جهانی ۲۰۱۸) برگزار شد. در این مسابقات آلمان به مقام اول رسید و شیلی مقام دوم را کسب نمود. در مارس ۲۰۱۹، فیفا تأیید کرد که این مسابقات دیگر برگزار نمی‌شود و برای امسال جام عرب ۲۰۲۱ (به میزبانی قطر میزبان جام جهانی ۲۰۲۲ ) جایگزین این رقابت‌ها شد.

## نتایج
| سال  | میزبان           | فینال      | فینال          | فینال                 | بازی رده‌بندی          | بازی رده‌بندی    | بازی رده‌بندی    |
| سال  | میزبان           | قهرمان     | نتیجه          | نایب قهرمان           | مقام سوم              | نتیجه           | مقام چهارم      |
| ---- | ---------------- | ---------- | -------------- | --------------------- | --------------------- | --------------- | --------------- |
| ۱۹۹۲ | عربستان سعودی    | · آرژانتین | ۳–۱            | · عربستان سعودی       | · ایالات متحده آمریکا | ۵–۲             | · ساحل عاج      |
| ۱۹۹۵ | عربستان سعودی    | · دانمارک  | ۲–۰            | · آرژانتین            | · مکزیک               | ۱–۱ (۵–۴ پ)     | · نیجریه        |
| ۱۹۹۷ | عربستان سعودی    | · برزیل    | ۶–۰            | · استرالیا            | · چک                  | ۱–۰             | · اروگوئه       |
| ۱۹۹۹ | مکزیک            | · مکزیک    | ۴–۳            | · برزیل               | · ایالات متحده آمریکا | ۲–۰             | · عربستان سعودی |
| ۲۰۰۱ | کره جنوبی · ژاپن | · فرانسه   | ۱–۰            | · ژاپن                | · استرالیا            | ۱–۰             | · برزیل         |
| ۲۰۰۳ | فرانسه           | · فرانسه   | ۱–۰ (گل طلایی) | · کامرون              | · ترکیه               | ۲–۱             | · کلمبیا        |
| ۲۰۰۵ | آلمان            | · برزیل    | ۴–۱            | · آرژانتین            | · آلمان               | ۴–۳ (وقت اضافه) | · مکزیک         |
| ۲۰۰۹ | آفریقای جنوبی    | · برزیل    | ۳–۲            | · ایالات متحده آمریکا | · اسپانیا             | ۳–۲ (وقت اضافه) | · آفریقای جنوبی |
| ۲۰۱۳ | برزیل            | · برزیل    | ۳–۰            | · اسپانیا             | · ایتالیا             | ۲–۲ (۳–۲ پ)     | · اروگوئه       |
| ۲۰۱۷ | روسیه            | · آلمان    | ۱–۰            | · شیلی                | · پرتغال              | ۲–۱ (وقت اضافه) | · مکزیک         |

## جدول مقام‌ها
| تیم                 | قهرمان                      | نایب‌قهرمان     | مقام سوم       | مقام چهارم     |
| ------------------- | --------------------------- | -------------- | -------------- | -------------- |
| برزیل               | ۴ (۱۹۹۷، ۲۰۰۵، ۲۰۰۹، ۲۰۱۳*) | ۱ (۱۹۹۹)       | –              | ۱ (۲۰۰۱)       |
| فرانسه              | ۲ (۲۰۰۱، ۲۰۰۳*)             | –              | –              | –              |
| آرژانتین            | ۱ (۱۹۹۲)                    | ۲ (۱۹۹۵، ۲۰۰۵) | –              | –              |
| مکزیک               | ۱ (۱۹۹۹*)                   | –              | ۱ (۱۹۹۵)       | ۲ (۲۰۰۵، ۲۰۱۷) |
| آلمان               | ۱ (۲۰۱۷)                    | –              | ۱ (۲۰۰۵*)      | –              |
| دانمارک             | ۱ (۱۹۹۵)                    | –              | –              | –              |
| ایالات متحده آمریکا | –                           | ۱ (۲۰۰۹)       | ۲ (۱۹۹۲، ۱۹۹۹) | –              |
| استرالیا            | –                           | ۱ (۱۹۹۷)       | ۱ (۲۰۰۱)       | –              |
| اسپانیا             | –                           | ۱ (۲۰۱۳)       | ۱ (۲۰۰۹)       | –              |
| عربستان سعودی       | –                           | ۱ (۱۹۹۲*)      | –              | ۱ (۱۹۹۹)       |
| ژاپن                | –                           | ۱ (۲۰۰۱*)      | –              | –              |
| کامرون              | –                           | ۱ (۲۰۰۳)       | –              | –              |
| شیلی                | –                           | ۱ (۲۰۱۷)       | –              | –              |
| چک                  | –                           | –              | ۱ (۱۹۹۷)       | –              |
| ترکیه               | –                           | –              | ۱ (۲۰۰۳)       | –              |
| ایتالیا             | –                           | –              | ۱ (۲۰۱۳)       | –              |
| پرتغال              | –                           | –              | ۱ (۲۰۱۷)       | –              |
| اروگوئه             | –                           | –              | –              | ۲ (۱۹۹۷، ۲۰۱۳) |
| ساحل عاج            | –                           | –              | –              | ۱ (۱۹۹۲)       |
| نیجریه              | –                           | –              | –              | ۱ (۱۹۹۵)       |
| کلمبیا              | –                           | –              | –              | ۱ (۲۰۰۳)       |
| آفریقای جنوبی       | –                           | –              | –              | ۱ (۲۰۰۹*)      |

*: میزبان